# 茂木敏充
茂木敏充（日语：／ Motegi Toshimitsu */?，1955年10月7日—），日本自由民主黨籍政治家，曾任外務大臣、經濟產業大臣、內閣府特命擔當大臣、自由民主黨幹事長、自由民主黨政務調查會長、自由民主黨選舉對策委員長等職務，從1993年至今連續當選10屆眾議院議員。在自民黨內屬於平成研究會（茂木派），並出任派閥會長。

## 生平
出身於栃木縣足利市。畢業於東京大學經濟學部，之後在哈佛大學甘迺迪學院取得公共行政碩士。1983年任《讀賣新聞》政治組記者；1984至1992年，任職於麥肯錫顧問公司。
1993年至今連續當選9屆眾議院議員。在自民黨內屬於平成研究會（竹下派）。先後在丸紅、讀賣新聞社、麥肯錫工作。1993年日本眾議院選舉由日本新黨公認參選並順利當選，1994年日本新黨解散，茂木成為無黨籍議員。1995年加入自民黨。小泉第2次改造內閣就任內閣府特命擔當大臣（沖繩及北方對策，個人情報保護，科學技術政策），IT擔當大臣。眾議院厚生勞動委員長。福田康夫改造內閣就任內閣府特命擔當大臣（金融）兼行政改革擔當大臣。自民黨政務調查會長。第2次安倍內閣就任經濟產業大臣，產業競爭力擔當大臣。第4次安倍內閣就任經濟再生擔當大臣，并兼任新創設的全世代型社会保障改革担当大臣。
2019年9月就任外務大臣期間經歷三任首相，2021年11月因獲首相兼黨總裁岸田文雄指派接替因選舉失利辭職的甘利明為自民黨幹事長而卸任外相。

## 外部連結
- 官方網站 （页面存档备份，存于）

| 官衔                     | 官衔                                                   | 官衔                     |
| ------------------------ | ------------------------------------------------------ | ------------------------ |
| 前任： 枝野幸男          | 經濟產業大臣 第17代：2012年—2014年                     | 繼任： 小淵優子          |
| 前任： 渡邊喜美          | 特命擔當大臣（金融） 第12代：2008年                    | 繼任： 中川昭一          |
| 前任： 細田博之          | 特命擔當大臣（沖繩及北方對策） 第4、5代：2003年—2004年 | 繼任： 小池百合子        |
| 前任： 細田博之          | 特命擔當大臣（科學技術政策） 第4、5代：2003年—2004年   | 繼任： 棚橋泰文          |
| 前任： 細田博之          | 特命擔當大臣（個人情報保護） 第2、3代：2003年—2004年   | 繼任： 廃止              |
| 前任： 植竹繁雄 杉浦正健 | 外務副大臣 2002年—2003年                               | 繼任： 逢澤一郎 阿部正俊 |
| 議會席位                 |                                                        |                          |
| 前任： 櫻田義孝          | 眾議院厚生勞動委員長 2007年—2008年                     | 繼任： 田村憲久          |
| 政党职务                 |                                                        |                          |
| 前任： 石破茂            | 自由民主黨政務調查會長 第53代：2011年—2012年           | 繼任： 甘利明            |